# Hugh Whitemore
Hugh John Whitemore (Tunbridge Wells, 1936. június 16. – 2018. július 17.) Primetime Emmy-díjas angol drámaíró, forgatókönyvíró.

## Fontosabb filmjei
- Erzsébet királynő (Elizabeth R) (1971, tv-film)
- Az élet dicsérete (All Creatures Great and Small) (1975, tv-film)
- A kék madár (The Blue Bird) (1976)
- A katona hazatér (The Return of the Soldier) (1982)
- Egy fiú a vadonban (Boy in the Bush) (1984, tv-film)
- Egy ház Londonban (84 Charing Cross Road) (1987)
- Szemenszedett hazugságok (Pack of Lies) (1987, tv-film)
- A kód feltörése (Breaking the Code) (1996)
- Körtánc az idő dallamára (A Dance to the Music of Time) (1997, tv-film)
- Kisvárosi gyilkosságok (Midsomer Murders) (2000, tv-sorozat, egy epizód)
- Churchill – A brit oroszlán (The Gathering Storm) (2002, tv-film)
- Túlélők háza (My House in Umbria) (2003, tv-film)
- Churchill háborúja (Into the Storm) (2009, tv-film)